# Minamoto no Tōru
Minamoto no Tōru (源融, também conhecido como Kawara no Sadaijin, 822 - 895), foi um nobre estudioso e poeta do Período Heian da história do Japão.
Tōru foi o decimo segundo filho do imperador Saga (o primeiro filho com Ōhara no Matako), e por isso era membro do ramo Saga Gengi do Clã Minamoto, sendo fundador do Ramo Toruryu.
Tōru foi nomeado governador de Sagami, de Omi e de Ise.
Tōru serviu como Dainagon em 870, durante o governo do Imperador Seiwa, até ser promovido a Sadaijin em 872 cargo que ocupará até sua morte em 895 atravessando os reinado dos imperadores Yōzei, Kōkō e Uda.
Seu apelido Kawara se originou do nome da grande mansão que construiu na margem oeste do rio Kamo, onde os mais famosos poetas daquela época faziam seus sarais.
Muitos afirmam que Murasaki Shikibu se inspirou nele para compor o herói Hikaru Genji o protagonista de seu romance mais famoso, o clássico da literatura japonesa, Genji Monogatari (A História dos Genji).
Foi autor de um dos poemas incluídos na antologia poética Ogura Hyakunin Isshu.
Sua tumba esta localizada no templo Seiryo-ji, localizado na antiga Saga Moor em Quioto.
| Precedido por Ninguém             | -- 1º Líder do Toruryu Genji 870 - 895 | Sucedido por Minamoto no Tatau     |
| Precedido por Minamoto no Makoto  | 16º Sadaijin (872 - 895)               | Sucedido por Fujiwara no Yoshiyo   |
| Precedido por Fujiwara no Ujimune | 62º Dainagon (870 - 872)               | Sucedido por Fujiwara no Mototsune |